# Fingierter Lexikonartikel
Ein fingierter Lexikonartikel, auch Nihilartikel (von lateinisch nihil ‚nichts‘) oder U-Boot genannt, ist ein frei erfundener Eintrag in einem Lexikon zu Personen oder Dingen, die außerhalb des Lexikons nicht bzw. nur als Fiktion existieren. Er soll als solcher vom Leser möglichst nicht erkannt werden. Auch frei erfundene Details in ansonsten zutreffenden Artikeln können in diesem Sinne als U-Boote bezeichnet werden.
Dabei entsteht eine paradoxe Kommunikationssituation: Um etwas im Lexikon nachzuschlagen, benötigt man normalerweise eine Referenz aus anderen Kontexten, die ihren Ursprung außerhalb des Lexikons haben. Bei einem erfundenen Lemma können derartige Referenzen nicht existieren. Der Artikel wird also im Idealfall nur nach dem Zufallsprinzip (Serendipität) gefunden. Es gibt allerdings einfacher zu findende fingierte Artikel, die entstehen, wenn zu einem plausiblen Lemma ein abweichender Eintrag gestellt ist. Ein Sonderfall derartiger Artikel ist die Übernahme oder Umwidmung von fiktiven Begriffen oder Namen aus fiktionaler Literatur in das (nicht-fiktionale) Lexikon, z. B. Morgensterns bekanntes Nasobēm oder die Steinlaus von Loriot, die 1983 in der 255. Auflage des medizinischen Wörterbuchs Pschyrembel einen Artikel erhielt, der bei verschiedenen Neuauflagen mehrfach erweitert und ergänzt wurde. Dies wiederum führte zu weiteren Artikeln und Ausführungen in diversen wissenschaftlichen und populärwissenschaftlichen Publikationen und Einlassungen.

## Art und Wesen fingierter Artikel
Wenn ein fingierter Artikel in mehreren Lexika erscheint oder weitergeführt wird, kann dies die Authentizität der Eintragung stützen und vortäuschen, dass es den beschriebenen Gegenstand tatsächlich gibt.
Das Aufdecken von fingierten Artikeln gehört oft auch zum publizistischen Spiel der Lexikonredaktionen und -verlage, das je nachdem auch in weiteren Publikationen – etwa auch Lexika – als Wissenschaftsparodie oder -satire weitergeführt werden kann.
Über unentdeckte fingierte Artikel – insbesondere auch in älteren Werken – lässt sich nur spekulieren. „Insider vermuten, dass jedes Lexikon falsche Stichwörter enthält.“
Die (stilistische) Spannweite der in ihrem Erscheinungsbild uneinheitlichen Texte bewegt sich zwischen Parodie und dem imitativen Pastiche, das unter Umständen gar nicht durchschaut wird. Der Anteil von erkennbaren Elementen parodistischer Schreibweise kann sehr unterschiedlich sein, demzufolge auch die Differenz zu üblichen, ernstgemeinten Lexikoneinträgen. Ein fingierter Artikel lässt den Schematismus der Textsorte Lexikoneintrag in der Regel unangetastet.
In Lexikoneinträgen ähneln biographische Artikel am ehesten literarischen Texten. Sie sind wohl deshalb unter den bekannten fingierten Artikeln besonders häufig vertreten, etwa in Appletons’ Cyclopædia of American Biography.
Da beim illegalen Abschreiben ganzer Lexika, die dann unter einem anderen Titel und in anderer Sprache publiziert werden, auch die fingierten Artikel mitkopiert werden, können diese auch als Plagiatsfallen dienen, um Verletzungen des Urheberrechts nachzuweisen („errors are copyright“).

## Einordnung in literarische Textgattungen
Für eine weiterreichende Einordnung von fingierten Artikeln kann Umberto Ecos Vortrag Für eine semiologische Guerilla (New York 1967) als Ausgangspunkt genommen werden. Dabei könnte ein Zusammenhang hergestellt werden zu den Luther-Blissett-Fälschungen.
Die Definition solcher Fälschungen ist auch für fingierte Artikel charakteristisch. Allerdings gehen die Intentionen in fingierten Artikeln kaum über die Stufe von (Insider-)Scherzen (etwa in den Lexikonredaktionen und bei einem Teil der Leser) hinaus:

„Ein gutes Fake verdankt seine Wirkung dem Zusammenwirken von Imitation, Erfindung, Verfremdung und Übertreibung herrschender Sprachformen. Es ahmt die Stimme der Macht möglichst perfekt nach, um für einen begrenzten Zeitraum unentdeckt in ihrem Namen und mit ihrer Autorität zu sprechen […]. Ziel ist, […] einen Kommunikationsprozeß auszulösen, bei dem – oft gerade durch die (beabsichtigte) Aufdeckung der Fälschung – die Struktur der gefaketen Kommunikationssituation selbst zum Thema wird.“

## Verwandte Textarten
Bei Jorge Luis Borges gibt es auch literarische Lexikon-Fiktionen, beispielsweise den Eintrag „Uqbar“ in The Anglo-American Cyclopaedia (New York, 1917), der zugleich vorhanden und nicht vorhanden ist, sowie A First Encyclopaedia of Tlön, Vol. XI, Hlaer to Jangr, die für den Erzähler etwas weit Kostbareres und Schwierigeres darstellen als „die zusammenfassende Beschreibung eines falschen Landes“, die er „in einem Band einer gewissen Raubdruck-Enzyklopädie“ „entdeckt“ hatte.
Fingierte Artikel unterscheiden sich von ihrer Form als Wörterbuch- oder Lexikonartikel mit satirischer Schreibweise gegenüber anderen Medien eher durch ihren Charakter als Konterbande. Allerdings können auch Enzyklopädien, Lexika oder Wörterbücher als satirische Großformen dienen. Ein Beispiel dafür ist Ambrose Bierce, dessen pointierte Lexikon- und Wörterbuchdefinitionen seit 1881 in der satirischen Wochenschrift The Wasp (San Francisco) erschienen, später auch in anderen Zeitungen und schließlich gesammelt als The Cynic’s Word Book (1906) bzw. The Devil’s Dictionary (1911). Bierce definiert die Autoren von Wörterbüchern und Lexika wie folgt: „Lexikograph, subst.masc. Ein Schädling, […]“
Der polnische Science-Fiction-Autor Stanisław Lem verfasste eine Sammlung von Vorworten künftiger, noch ungeschriebener Bücher. Verfasst schon im Jahre 1973, beschreibt der Band Imaginäre Größe Bücher, die angeblich im Jahr 2009 bis 2029 erschienen sind (zur Zeit der Drucklegung, also 38–58 Jahre vorher). Am bemerkenswertesten ist das Vorwort zu Vestrands Extelopädie in 44 Magnetbänden aus dem Jahre 2011. In Zeiten lange vor PC und Public Internet ersonnen, werden heutige Online-Lexika mit regelmäßigen Aktualisierungen, der weltweiten Verbreitung und beständigen Verbesserungen schon recht treffend vorweggenommen, zudem wird eine Textprobe der Seiten 871–880 mit Stichworten von „Proffertine“ bis „Prolepsie“ zum „Nachweis“ der Ernsthaftigkeit inklusive einiger Grafiken vorgelegt.
Der Philosoph Andreas Urs Sommer stellte 2012 für sein Lexikon der imaginären philosophischen Werke eine große Reihe philosophischer Bücher zusammen, die hätten geschrieben werden sollen, aber nie geschrieben worden sind, und erfand entsprechende Lexikon-Artikel über sie. Andererseits enthält das Buch auch Artikel über echte philosophische Werke, die wiederum als fingiert ausgegeben werden.

## Beispiele
Fingierte Lexikonartikel zu Gegenständen, die nicht existieren, oder zu existierenden, aber fachfremden Themen in realen Nachschlagewerken:
- Apopudobalia

- In: Hubert Cancik, Helmuth Schneider (Hrsg.): Der Neue Pauly. Enzyklopädie der Antike. Altertum Band I. Stuttgart 1996, Sp. 895.

Kommentar von Dirk Liesemer (2010): „Es war ein spontaner Einfall“, sagt der Autor Mischa Meier. Ende der neunziger Jahre arbeitete er am Neuen Pauly mit und verfasste für seinen Professor zahlreiche Artikel. Den Eintrag Apopudobalia nickte dieser wissend ab und faxte ihn an die Redaktion. Erst als das Lexikon gedruckt war, fiel dem Verlag der Scherz auf. Ein italienischer Gelehrter hatte sich über die fehlerhafte Wortbildung mokiert, ohne die Ironie im Text zu bemerken. Der Verlag habe daraufhin gedroht, erzählt Meier, das Werk komplett einzustampfen – auf seine Kosten. Ihn retteten all die Historiker, die den Text amüsiert lasen. Inzwischen ist der Artikel berühmt und der Verlag stolz darauf. Mischa Meier ist heute Professor für Alte Geschichte an der Universität Tübingen.
- Bach, P. D. Q.

- In: Die Musik in Geschichte und Gegenwart. Allgemeine Enzyklopädie der Musik gegründet von Friedrich Blume hrsg. von Ludwig Finscher. Personenteil 1. 2. Aufl. Kassel usw. 1999, Sp. 1551 ff.

- Baldini, Guglielmo

- In: Riemann Musiklexikon Mainz 1959 sowie Ergänzungsband 1, Mainz 1972, als Parodie auf den Herausgeber Wilibald Gurlitt, übernommen in Propyläen Welt der Musik Berlin 1989 sowie Grove Dictionary of Music and Musicians 1980.

- Binomi, Alessandro

- In: Otto Forster: Analysis 1. Vieweg-Verlag, Braunschweig 1992, S. 204.

- Dadophorus von Salamis

- In: Lexikon der antiken christlichen Literatur (LACL). 3. erweiterte Auflage. Freiburg/Basel/Wien 2002, S. 183.
- Mit Bezugnahme auf das LACL gibt es einen Eintrag Dadophoros von Salamis auch im Metzler Lexikon Antike, 2. Auflage, 2006, S. 126. (noch nicht in der 1. Aufl. von 2000).

- Duz- vs. Siez-Jacke Titanic-Artikel verpackt als wissenschaftliche Studie

- In: Lexikon der Psychologie von Thomas Städtler, Kröner, Sonderausgabe 2003

- Duck, Donald als reale Person

- In: dtv-Lexikon, Ausgabe 1997

- Elchtest

- In: Hartmut O. Häcker, Kurt-H. Stapf (Hrsg.): Dorsch. Psychologisches Wörterbuch. 14. Aufl. Bern 2004, S. 238.

- Ethnozentrista

- In: Barmeyer, Christoph: Taschenlexikon Interkulturalität. V&R, Göttingen, 2012, S. 55f.

- Hingerl, Alois (Engel Aloisius)

- In: Brockhaus Enzyklopädie. Bd. 12, 21. Aufl. Mannheim 2006, S. 485 (Abbildung auf S. 487).

- Idiopathische maligne pampiniforme Pachygyrie (IMPP)[10]

- In: Buchta et al. (Hrsg.): Das Zweite STEX: Basiswissen klinische Medizin für Examen und Praxis. 1. + 2. Auflage. Springer, Heidelberg / Berlin 2002/2004, ISBN 3-540-41847-4, S. 683/684.

- Jägermeier, Otto

- In: MGG Online, hrsg. von Laurenz Lütteken, Kassel, Stuttgart, New York 2016ff.

- KKK-Regel (als Kinder, Küche, Kirche-Regel)

- In: Jürgen Falbe, Manfred Regitz (Hrsg.): Römpp-Chemie-Lexikon. 9. Aufl. Stuttgart 1990.

- Kurschatten[8]

- In: Pschyrembel Wörterbuch Naturheilkunde und alternative Heilverfahren. Bearbeitet von der Wörterbuch-Redaktion des Verlages unter der Leitung von Helmut Hildebrandt. Walter de Gruyter, Berlin / New York 1996, S. 167.

- Lexikokratie

- In: Werner Fuchs-Heinritz et al.: Lexikon zur Soziologie [ab EA 1973]. 4. Aufl. VS-Verlag für Sozialwissenschaften, Wiesbaden 2007, S. 397

- Murphys Gesetz

- In: Thomas Städtler: Lexikon der Psychologie. Wörterbuch, Handbuch, Studienbuch (= Kröners Taschenausgabe. Band 357). Kröner, Stuttgart 1998, ISBN 3-520-35701-1, S. 710.

- Norbert Nolte

- In: Bernd Moeller, Bruno Jahn: Deutsche Biographische Enzyklopädie der Theologie und der Kirchen. München 2005, ISBN 3-598-11666-7, S. 994.

- Oranjegevoel

- In: Klaus Schubert, Martina Klein: Das Politiklexikon. Begriffe, Fakten, Zusammenhänge. Bonn 2011. S. 215 f.

- Pasta Theobromae

- In: Max Wichtl: (Hrsg.) Teedrogen und Phytopharmaka, mehrere Auflagen seit 1984. 6. Auflage, 2015. S. 479 ff.

- Pilzbarth, Jakob

- In: Enzyklopädie Philosophie und Wissenschaftstheorie, 1995, und Neue Deutsche Biographie, 2001.

- Rhetograph

- In: Historisches Wörterbuch der Rhetorik. Band 7. Tübingen 2005 [anhand eines griechischen Vasenbildes wird behauptet, die Antike verfüge bereits über elektronische Laptops]

- Salzdahlum, Karl Otto von

- In: Lexikon zur Geschichte und Gegenwart der Herzog August Bibliothek Wolfenbüttel. Wiesbaden: Otto Harrassowitz 1992, S. 90 f.

- Steinlaus

- In: Pschyrembel. Klinisches Wörterbuch mit klinischen Syndromen und Nomina Anatomica. Bearbeitet von der Wörterbuchredaktion des Verlages Walter de Gruyter. 256. Aufl. Berlin / New York 1990, S. 1583. [Zuerst in der 255. Aufl. von 1986, dann erweitert, nicht in der 257. Aufl., erneut verändert und erweitert in der 258., 259., 260. und 261. Aufl.]
- In vielen weiteren Artikeln und Ausführungen in diversen wissenschaftlichen und populärwissenschaftlichen Publikationen und Einlassungen, siehe: Steinlaus-Dokumentationen

- Steuer-Zecke, siehe Zecken
- Unzufriedenheitssatz

- In: Jürgen Mittelstraß (Hrsg.): Enzyklopädie Philosophie und Wissenschaftstheorie. J. B. Metzler, 2004.

Kommentar von Dirk Liesemer (2010): Drei bis vier Nihil-Artikel seien in jedem Band versteckt, verrät der Herausgeber Jürgen Mittelstraß. Der Konstanzer Philosophieprofessor hat den Unzufriedenheitssatz selbst erfunden. Sein Motto: Wissenschaft muss Spaß machen. Das Schreiben von Scherzartikeln lockere die Arbeit an den streng vorgegebenen, eher drögen Formaten auf. „Ein Autor soll auch mal seine Individualität einbringen“, sagt Mittelstraß. Ein guter Scherz müsse aber doppelbödig sein und philosophische Probleme parodieren.
- Verschlafen

- [lat. abgek. morb. lex., Niedergangsseuche in Spätkulturen, bes. im westl. Abendland verbreitet. Galt als unheilbar; heute durch Einsatz des Zeiterfassungsgeräts lokal überwunden.]
- In: dtv-Lexikon in 20 Bänden. München 1999, Band 19, S. 159. [Zuerst 1966. Bd. 19. S. 197. In den Auflagen nach 1982 nicht mehr enthalten, dann aber Wiederaufnahme in veränderter Fassung.]

- Zecken … „u. a. die ausschließlich am Menschen saugende Gemeine Steuer-Z. (Ixodes fiscalis)“

- In: Brockhaus – Die Enzyklopädie in 24 Bänden. 20. Auflage. Leipzig / Mannheim 1999, Bd. 24, S. 481.

Kommentar von Dirk Liesemer (2010): „In jeder Ausgabe wird ein neuer fingierter Artikel platziert und der alte gelöscht“, sagt Claudia Haschke vom Wissenmedia Verlag, der den Brockhaus seit 2009 herausgibt. Erfunden wurde die Gemeine Steuer-Zecke noch von der alten Redaktion. Nur ein kleiner Kreis sei eingeweiht, sagt Haschke, der Autor bleibe anonym. Scherzartikel haben eine lange Tradition in Nachschlagewerken, sie dienten ursprünglich dazu, Plagiate zu entlarven. Heute, sagt Haschke, seien sie nur noch ein Brauch, den niemand aufgeben wolle.
- Zittath, Öppe [Name konstruiert als angebliche Auflösung der Abkürzung ‚op. cit.‘]

- In:  Enzyklopädie des Märchens. Handwörterbuch zur historischen und vergleichenden Erzählforschung, Bd. 14. Berlin / Boston: Walter de Gruyter 2013, Sp. 1382–1384,.

- Zündapp, Marie-Thérèse[15][16]

- In: Historisches Lexikon der Schweiz. Der Artikel, der auch auf Französisch und Italienisch vorliegt, wurde 2008 von einer Jury zum Wettbewerbssieger gewählt.

Im New Grove’s Dictionary of Music (1980) gab es (soweit bekannt) zwei fiktive Einträge, unter insgesamt über 20.000 Biographien: Dag Henrik Esrum-Hellerup, angeblich ein dänischer Komponist und Flötist, eingeschmuggelt vom Spezialisten für skandinavische Musik Robert Layton und benannt nach einem Vorort von Kopenhagen (Hellerup). Der andere Eintrag Guglielmo Baldini, italienischer Komponist, konnte seine Traditionslinie schon auf Hugo Riemann zurückführen (er wurde im Grove’s prüfungsresistent mit dem „Archiv für Freiburger Diözesangeschichte“ belegt). In den neuen Auflagen wurden beide entfernt, dafür gab es einen Artikel über fiktive Biographien von David Fallows. Baldini fand sich nach Riemann, der ihm ein Madrigalbuch zuordnet und ihn in Ferrara um 1540 leben ließ, noch in mehreren Musiklexika. Das einzig erhaltene Exemplar seiner Madrigale verbrannte nach Prof. Budde leider im Zweiten Weltkrieg in Mainz.